# Acosmium parvifolium
Acosmium parvifolium là một loài thực vật có hoa trong họ Đậu. Loài này được (Harms) Yakovlev miêu tả khoa học đầu tiên.